# Microsphaeropsis ulmicola
Microsphaeropsis ulmicola är en svampart som först beskrevs av Pier Andrea Saccardo, och fick sitt nu gällande namn av Aa 2002. Microsphaeropsis ulmicola ingår i släktet Microsphaeropsis och familjen Montagnulaceae.   Inga underarter finns listade i Catalogue of Life.